# تشهارملة عليا (مقاطعة إسلام آباد غرب)
تشهارملة عليا (بالفارسية: چهارمله علیا) هي قرية تقع في كرمانشاه في إيران. يقدر عدد سكانها بـ 158 نسمة بحسب إحصاء 2016.